# Az NCIS: Sydney epizódjainak listája
Ez a szócikk az NCIS: Sydney című sorozat epizódjait listázza.

## Évados áttekintés
| Évad | Évad | Részek száma | Részek száma | Eredeti sugárzás   | Eredeti sugárzás   | Eredeti adó  | Magyar sugárzás   | Magyar sugárzás  | Magyar adó |
| Évad | Évad | Részek száma | Részek száma | Évadbemutató       | Évadzáró           | Eredeti adó  | Évadbemutató      | Évadzáró         | Magyar adó |
| ---- | ---- | ------------ | ------------ | ------------------ | ------------------ | ------------ | ----------------- | ---------------- | ---------- |
|      | 1.   | 8            | 8            | 2023. november 10. | 2023. december 29. | / Network 10 | 2024. április 12. | 2024. május 31.  |            |
|      | 2.   | 10           | 10           | 2025. február 7.   | 2025. április 25.  | / Network 10 | 2025. április 4.  | 2025. június 13. |            |
|      | 3.   |              |              | 2025. október 14.  |                    |              |                   |                  |            |

## Évadok

### 1. évad (2023)
| Sor. | Év. | Cím                                                     | Rendező          | Író                                                               | Premier                              | Gyártási szám |
| ---- | --- | ------------------------------------------------------- | ---------------- | ----------------------------------------------------------------- | ------------------------------------ | ------------- |
| 1.   | 1.  | Sugárzó kezdet (Gone Fission)                           | Shawn Seet       | Morgan O'Neill                                                    | 2023. november 10. 2024. április 12. | 101           |
| 2.   | 2.  | Kígyók a fűben (Snakes in the Grass)                    | Shawn Seet       | Történet: Stuart Page Tévéjáték: Michael Miller és Morgan O'Neill | 2023. november 17. 2024. április 19. | 102           |
| 3.   | 3.  | Bajtársak (Brothers in Arms)                            | David Caesar     | Andrew Anastasios                                                 | 2023. november 24. 2024. április 26. | 103           |
| 4.   | 4.  | A szellem (Ghosted)                                     | Kriv Stenders    | Tamara Asmar                                                      | 2023. december 1. 2024. május 3.     | 104           |
| 5.   | 5.  | Kánikulai délután kutyákkal (Doggieccino Day Afternoon) | David Caesar     | Michael Miller                                                    | 2023. december 8. 2024. május 10.    | 105           |
| 6.   | 6.  | Kivonás (Extraction)                                    | Catherine Millar | James Cripps és Clare Sladden                                     | 2023. december 15. 2024. május 17.   | 106           |
| 7.   | 7.  | A bunkerben (Bunker Down)                               | Kriv Stenders    | Kim Ho és James Cripps                                            | 2023. december 22. 2024. május 24.   | 107           |
| 8.   | 8.  | A szőke rejtély (Blonde Ambition)                       | Catherine Millar | Morgan O'Neill                                                    | 2023. december 29. 2024. május 31.   | 108           |

### 2. évad (2025)
| Sor. | Év. | Cím                                                   | Rendező          | Író                                                             | Premier                             | Gyártási szám |
| ---- | --- | ----------------------------------------------------- | ---------------- | --------------------------------------------------------------- | ----------------------------------- | ------------- |
| 9.   | 1.  | Szívdobbantó (Heart Starter)                          | Jennifer Leacey  | Morgan O'Neill                                                  | 2025. február 7. 2025. április 4.   | 201           |
| 10.  | 2.  | Torpedó élesítve (Fire in the Hole)                   | Jennifer Leacey  | Andrew Anastasios                                               | 2025. február 14. 2025. április 11. | 202           |
| 11.  | 3.  | Vissza a Szovjetunióba (Back in the USSR)             | Catherine Millar | Történet: James Cripps és Clare Sladden Tévéjáték: James Cripps | 2025. február 21. 2025. április 25. | 203           |
| 12.  | 4.  | Az igazmondó (Truth Sabre)                            | Catherine Millar | Tamara Asmar                                                    | 2025. február 28. 2025. május 2.    | 204           |
| 13.  | 5.  | Ínyencségek (Shucked)                                 | David Caesar     | Ella Cook és Michael Miller                                     | 2025. március 7. 2025. május 9.     | 205           |
| 14.  | 6.  | Pokoli hét (Hell Weak)                                | David Caesar     | Michael Miller                                                  | 2025. március 14. 2025. május 16.   | 206           |
| 15.  | 7.  | Elakad a szó (Breathless)                             | Jennifer Leacey  | Michael Miller és James Cripps                                  | 2025. április 4. 2025. május 23.    | 207           |
| 16.  | 8.  | A vér nem válik vodkává (Blood Is Thicker Than Vodka) | Jennifer Leacey  | Andrew Anastasios                                               | 2025. április 11. 2025. május 30.   | 208           |
| 17.  | 9.  | Trópusi bezsongás 1. rész (Mango Madness)             | Kriv Stenders    | Steven McGregor                                                 | 2025. április 18. 2025. június 6.   | 209           |
| 18.  | 10. | Trópusi bezsongás 2. rész (Sting in the Tail)         | Kriv Stenders    | Morgan O'Neill és James Cripps                                  | 2025. április 25. 2025. június 13.  | 210           |

### 3. évad (2025-2026)
| Sor. | Év. | Cím | Rendező | Író | Premier           | Nézettség | Gyártási szám |
| ---- | --- | --- | ------- | --- | ----------------- | --------- | ------------- |
| 19.  | 1.  | ?   |         |     | 2025. október 14. |           | 301           |